# Arnö, Ljusterö
Arnö är ett bostadsområde på centrala Ljusterö i Österåkers kommun. Sedan 2015 utgör orten en egen småort.